# Egesheim
Egesheim è un comune tedesco di 645 abitanti,, situato nel land del Baden-Württemberg.